# American Vampire
American Vampire es una serie de cómics, ganadora del Premio Eisner, creada por el escritor Scott Snyder y por Rafael Albuquerque.
La serie imagina a los vampiros como una población constituida por varias especies secretas diferentes, y describe momentos de la evolución de los vampiros y del conflicto entre las especies a lo largo de la historia. La serie se centra en un nuevo linaje de vampiros estadounidenses, nacido en el Oeste estadounidense a finales de los años 1880. El primero de esta nueva especie es un notorio bandido llamado Skinner Sweet, quien regresa de la muerte, tras ser infectado, para enterarse de que se ha convertido en un nuevo tipo de vampiro, algo más fuerte y rápido que los anteriores, resistente a la luz solar, con un nuevo conjunto de fortalezas y debilidades. La serie continúa para seguir sus movimientos a lo largo de varias décadas de la historia estadounidense, junto con los movimientos de su primer y único descendiente, Pearl Jones, una joven que trabaja como actriz en la industria cinematográfica muda de los años 1920 cuando es atacada por un grupo de vampiros europeos que se escondían en Hollywood. Sweet la salva (algo impropio de su personalidad) dándole su sangre, volviéndola de esta forma una vampiro americana como él, momento en que ella comienza a buscar vengarse de los vampiros clásicos que la atacaron en vida. La relación complicada y cargada que Jones tiene con Sweet es otro de los temas en que la serie se centra. 
Los cinco primeros números presentaban dos historias, una de Snyder y la otra de Stephen King, ambas ilustradas por Rafael Albuquerque. A partir del sexto número, Scott Snyder asumió como único escritor. En su segundo año de publicación, American Vampire generó una miniserie, spin-off de la primera, titulada American Vampire: Survival of the Fittest, ilustrada por Sean Murphy, la cual se centra en los archivos del caso de la V.E.M. (V.M.S.), la organización cazavampiros de la mitología de la serie.

## Argumento
La serie explorará nociones de la evolución de los vampiros y seguirá el linaje de un nuevo tipo de vampiro, una especie estadounidense, con nuevos poderes y características, a la largo de varias décadas de la historia de Estados Unidos.
El primer arco argumental (números 1 al 5) comienza en 1925, desde el punto de vista de una aspirante a actriz en Los Ángeles y de un escritor en una presentación sobre la reedición de su libro Mala sangre (Bad Blood). Aquí, el autor afirma que su trabajo, el cual ha sido por largo tiempo considerado una historia western/de terror, en realidad se basa en eventos reales, los cuales él atestiguó o sobre los que buscó información fiable. El segundo arco argumental (números 6 al 9) sigue al jefe de policía de Las Vegas en 1936.
El tercer arco argumental se sitúa durante la Segunda Guerra Mundial, en los años 1940. También hay una miniserie con Felicia Book que se sitúa en esta década.
El cuarto y el quinto arco argumental tienen lugar durante los años 1950.

## Historia de la publicación
La publicación de la serie comenzó el 17 de marzo de 2010, con el lanzamiento de American Vampire #1. Este es el primer cómic que presenta un guion original de Stephen King, quien fue contratado para los cinco primeros números.

## Personajes
- Skinner Sweet - Un bandido que vivía en el Salvaje Oeste. Fue convertido en un vampiro cuando la sangre de Percy, un banquero vampiro, cayó sobre su ojo durante una pelea cuando estaba escapando de ser ahorcado. Luego de permanecer atrapado en un ataúd hundido bajo el agua durante veintinueve años (1880 - 1909), escapó y persiguió a los responsables de su apresamiento y posterior muerte. En 1936, Sweet se trasladó a Las Vegas, donde abrió un prostíbulo, utilizando el nombre de "Jim Smoke". A partir de entonces, puede vérsele participando en diversos acontecimientos icónicos de la historia estadounidense, como la Segunda Guerra Mundial o los 50's.

- Pearl Jones - Una aspirante a actriz en los años 1920 que fue atacada por un grupo de vampiros liderados por un director vampiro llamado B.D. Bloch durante una de sus fiestas. Fue dada por muerta y abandonada en un pozo en el desierto, pero fue salvada por Sweet cuando él dejó caer su sangre en el ojo de ella, convirtiéndola en una vampiro. Se trasladó a Arrowhead, California, utilizando el apellido de su esposo, Henry Preston, mientras se escondía de los otros vampiros.

- Henry Preston - Esposo de Pearl Jones, es un músico de jazz que decide ayudar a Pearl a realizar su venganza contra los vampiros que casi la matan. No es intimidado por el vampirismo de Pearl, pero en ocasiones siente cierta tristeza por el hecho de que mientras él envejece, Pearl no lo hace.

- James "Jim" Book - Detective que trabajaba para la Agencia Pinkerton, persiguió y arrestó a Skinner Sweet, quien en venganza lo convirtió en un vampiro. Antes de ser consumido por sus instintos vampíricos, extrae una promesa de Abilena: ella lo matará esa misma noche, a cambio de la paternidad de su hija.

- Abilena Camino/Book - Hija de Felix Camino, su madre murió al darla a luz. Es la ahijada de James Book, aunque confiesa un amor no correspondido por él cuando crece. Luego de su muerte, ella toma su apellido y, junto con Felicia Book, su hija, persigue a Skinner Sweet para una organización llamada "Los vasallos de la estrella de la mañana" ("The Vassals of the Morning Star").

- Felicia Book - Engendrada por James Brook y Abilena, su ahijada, en la noche en que él muere. Es miembro de "Los vasallos de la estrella de la mañana", una organización que caza vampiros. Parece tener habilidades únicas debido al vampirismo de su padre, aunque la magnitud de sus habilidades está aún por verse.

- Jack Straw - Otro miembro de "Los vasallos de la estrella de la mañana", Straw se asoció con Felicia Book mientras investigaban actividad vampírica en Las Vegas.

- Cashel "Cash" McCogan - Como jefe del Departamento de Policía de Las Vegas, Cash se relacionó con Jack Straw y Felicia Book durante la investigación de los macabros asesinatos de varias personas responsables de la construcción de la Presa Hoover (en ese entonces llamada Presa Boulder).

## Ediciones de colección
La primera colección en tapa dura de American Vampire fue publicada el 5 de octubre de 2010, y el 15 de octubre de 2010 debutó en la lista de bestsellers para cómics del New York Times. La segunda colección en tapa dura de American Vampire fue publicada y estuvo disponible para compra el 25 de mayo de 2011. La tercera edición de colección en tapa dura de la obra fue publicada y estuvo disponible para compra el 7 de febrero de 2012. 
- American Vampire volumen 1 (200 páginas, recopila los números 1 al 5 de American Vampire, ISBN 978-1-4012-2830-9)
- American Vampire volumen 2 (160 páginas, recopila los números 6 al 11 de American Vampire, ISBN 978-1-4012-3069-2)
- American Vampire volumen 3 (288 páginas, recopila los números 12 al 18 de American Vampire y los números 1 al 5 de Vampiro americano: La supervivencia del más apto, ISBN 978-1-4012-3333-4)
- American Vampire volumen 4 (208 páginas, recopila los números 19 al 27 de American Vampire, ISBN 978-1-4012-3718-9)